# Oxytomodon perissum
Oxytomodon perissum és una espècie de mamífer extint de la família dels arctociònids que visqué a Nord-amèrica durant el Paleocè, fa entre 60,9 i 63,8 milions d'anys. Se n'han trobat restes fòssils a Utah (Estats Units). Es tracta de l'única espècie del gènere Oxytomodon.